# San Antonio del Monte, Chiapas
San Antonio del Monte är en ort i Mexiko.   Den ligger i kommunen San Cristobal De Casas och delstaten Chiapas, i den sydöstra delen av landet, 700 km öster om huvudstaden Mexico City. San Antonio del Monte ligger 2 243 meter över havet och antalet invånare är 2 196.
Terrängen runt San Antonio del Monte är kuperad. Runt San Antonio del Monte är det tätbefolkat, med 550 invånare per kvadratkilometer. Närmaste större samhälle är San Cristóbal de las Casas, 3,4 km söder om San Antonio del Monte. I omgivningarna runt San Antonio del Monte växer huvudsakligen savannskog.